# Костенко Павло Петрович
Павло Петрович Костенко (нар. 9 жовтня 1976, Дрогобич, Львівська область) — український політик та громадський діяч, народний депутат України 8-го скликання, член фракції "Об'єднання «Самопоміч». Заступник голови Комітету Верховної Ради з питань законодавчого забезпечення правоохоронної діяльності. Засновник ГО «Фонд Великий Льох».

## Біографія
Освіта вища. У 2000 році закінчив Дрогобицький державний педагогічний університет ім. І. Франка, отримав диплом спеціаліста за спеціальністю «Менеджмент організацій, педагогіка і методика середньої освіти. Основи інформатики».
- 2000–2001 — начальник відділу маркетингу ТОВ «Трускавецьінвест».
- 2001–2003 — начальник відділу маркетингу та збуту ВАТ «Інжинірінг».
- 2003–2009 — заступник директора ТОВ «Юко Україна».
- 2009–2012 — директор ТОВ «Інструментальний центр».
- З 2012 — директор ТОВ «Профікс Україна».

## Політична і громадська діяльність
- 2013 — засновник ГО "Ініціатива вільних та відповідальних «ВОЛЯ».

Народний депутат 8 скликання, обраний від партії "Об'єднання «Самопоміч» (№ 29 у списку, до якого був включений за квотою «Волі»), заступник голови Комітету Верховної Ради України з питань законодавчого забезпечення правоохоронної діяльності.
Кандидат у народні депутати від «Самопомочі» на парламентських виборах 2019 року, № 27 у списку.
2018 року заснував ГО «Фонд Великий Льох».

## Родина
Одружений, має двох дітей.